# جيري بيرن (مغني)
جيري بيرن (بالإنجليزية: Jerry Byrne)‏ هو مغني أمريكي، ولد في 2 فبراير 1941 في نيو أورلينز في الولايات المتحدة، وتوفي في 7 أبريل 2010 في مورغان سيتي في الولايات المتحدة.

## روابط خارجية
- جيري بيرن على موقع ميوزك برينز (الإنجليزية)
- جيري بيرن على موقع ديسكوغز (الإنجليزية)